# Nieuwe Encyclopedie van Fryslân
De Nieuwe Encyclopedie van Fryslân is een vierdelige encyclopedie over Friesland. De encyclopedie verscheen op 15 september 2016 en bevat 3000 pagina's met 11.000 trefwoorden. De uitgave van de encyclopedie werd mede mogelijk gemaakt door de provincie Friesland en verscheen bij uitgeverij Bornmeer.
Onder hoofdredacteur Meindert Schroor werkten negen specialisten op de gebieden kunst en cultuur, taal en literatuur, politiek en maatschappij, economie en infrastructuur, geografie en waterstaat, archeologie en monumenten, geschiedenis en natuurwetenschappen. De negen gespecialiseerde redacteuren werden ondersteund door meer dan 200 wetenschappers. Gedeputeerde Sietske Poepjes nam in Stadsschouwburg de Harmonie te Leeuwarden het eerste exemplaar in ontvangst.